# 6122 Henrard
6122 Henrard è un asteroide della fascia principale. Scoperto nel 1987, presenta un'orbita caratterizzata da un semiasse maggiore pari a 2,3338797 UA e da un'eccentricità di 0,1585568, inclinata di 10,53259° rispetto all'eclittica.